# 존 팬코우
존 팬코(John Pankow, 1954년 4월 28일 ~ )는 미국의 배우이다.
세인트루이스에서 태어났다.

## 출연 작품

### 영화
- 악마의 키스 (1983)
- 리브 앤 다이 (1985)
- 8번가의 기적 (1987)
- 나의 성공의 비밀 (1987)
- 공포의 살인원숭이 (1988)
- 토크 라디오 (1988, Talk Radio)
- 위험한 상상 (1991)
- 지옥의 일요일 (1991)
- 유태교 살인 사건 (1992)
- 내가 사랑한 사람 (1998)
- 신부들의 전쟁 (2009) - 존 역
- 굿모닝 에브리원 (2010) - 레니 버그먼 역
- Putzel (2012)

### 텔레비전
- 로앤오더: 범죄 전담반 (1992)
- 결혼 이야기 (1993-99, 2019)
- 에피소드 (2011-17)